# IC 236
IC 236 ist eine Spiralgalaxie vom Hubble-Typ Sab im Sternbild Walfisch südlich der Ekliptik. Sie ist schätzungsweise 729 Millionen Lichtjahre von der Milchstraße entfernt und hat einen Durchmesser von etwa 130.000 Lj.
Im selben Himmelsareal befindet sich u. a. die Galaxie IC 234.
Das Objekt wurde am 9. November 1891 vom französischen Astronomen Stéphane Javelle entdeckt.